# Храм Покрова Пресвятой Богородицы (Шотова)
Храм Покрова пресвятой Богородицы — храм Архангельской епархии Русской православной церкви, расположенный в деревне Шотова Пинежского района Архангельской области.

## История
Освящён 27 июня 1909 года. Место было выбрано на высоком берегу реки Пинега и храм был виден издалека. Рядом стояла деревянная церковь Святителя Николая Чудотворца, построенная в 1755 году. При церкви находилась деревянная колокольня. После революции колокола были сняты и увезены в Архангельск, а колокольня разрушена. Старая церковь сгорела в 1957 году.
Храм Покрова Пресвятой Богородицы построен на средства уроженца д. Шотова Гора — крупного лесопромышленника Кыркалова Севериана Козьмича. Вместе с Иоанном Кронштадтским в 1903 году определил место для строительства церкви и построил Покровскую церкось в 1909 году. Ранее в 1907 году Севериан Козьмич построил Сурское подворье в г. Архангельске. Кыркалов С. К. был женат на Поповой Александре Васильевне 1865 года рождения, уроженке с. Пинега.
Свой вклад в постройку храма внес прот. Иоанн Кронштадтский, он присутствовал на закладке храма 6 июня 1904 года.
До тридцатых годов храм был действующим. В начале тридцатых годов с куполов были сняты кресты и началось разрушение Храма.
В 2003 году началось восстановление храма. 29 июня 2015 года в Храме была совершена первая за 100 лет Божественная литургия.
В 2013 году начал строиться дом близ Храма, в настоящее время в доме ведутся внутренние работы. В 2013 году началось строительство новой деревянной церкви Святителя Николая Чудотворца на месте старой церкви. В июне 2013 года оклад церкви был освящен.